# Journal of the ACM
Journal of the ACM (Journal de l'ACM) est la revue scientifique majeure de l'Association for Computing Machinery (ACM). C'est une revue à comité de lecture qui couvre l'informatique en général, et plus particulièrement les aspects théoriques. Son directeur de publication courant est Éva Tardos, qui succède à Victor Vianu (en).
Elle a été créée en 1954. Elle est estimée dans la communauté scientifique, comme peut l'attester la citation Lowry, Romans et Curtis 2004, « computer scientists universally hold the Journal of the ACM (JACM) in high esteem. » (« les informaticiens tiennent universellement Journal of the ACM en haute estime. »)